# François Rivière
François Rivière (nacido el 23 de abril de 1949 en la región de Saintes, Francia) es un crítico literario (que ha escrito regularmente en el diario Le Figaro), que además es traductor y biógrafo, y también editor, novelista, y guionista de historietas.

## Biografía
Antes de ser guionista de historietas, François Rivière publicó una primera obra de estudios consagrados a la escuela del historietista Hergé, a través de la editorial Glénat, en 1976.
Al año siguiente y en compañía del dibujante Floc'h, creó al personaje sir Francis Albany en la revista Pilote.
En 1978, se le encuentra en la publicación mensual (À suivre), donde, paralelamente a diversas crónicas consagradas a los grandes creadores de folletines (Gaston Leroux, Paul Féval, Eugène Sue...), también desarrolla varias historias breves dibujadas por Andreas Martens.
En 1983, se asocia con José-Louis Bocquet para desarrollar el proyecto Le privé d'Hollywood, una historieta policial realizada por Philippe Berthet.
En 1985 sus proyectos fueron Pourquoi Pas ? en Le Journal de Tintin, y luego Hello Bédé, donde colabora con Gabrielle Borile y redacta los textos de Victor Sackville, una serie dibujada por Francis Carin.
En 1990 escribe Peter Pan : le lagon aux sirènes con Jean Pierre Danard y François Pierre (Ediciones Alpen).
En 1995 adapta Le Crime de l'Orient-Express con Jean-François Miniac (Ediciones Lefrancq, Bruselas), y luego Mort sur le Nil en 1996.
François Rivière también es el autor de varias novelas, así como de algunos ensayos y de algunas bibliografías, destacándose : Fabriques (Le Seuil, 1977), Le Manuscrit d'Orvileda (libro para niños ilustrado por Jean-Michel Nicollet y editado por Hachette, 1980), Agatha Christie, duchesse de la mort (Le Seuil, 1981), Silence, on tue ! (ficción policial con ilustraciones de Benoît Sokal y editada por Nathan en 1990), J. M. Barrie, l'enfant qui ne voulait pas grandir (Calmann-Lévy, 1991), Les ailes de Peter Pan (Le Seuil, 1993, ilustrado por René Follet), La Damnation d'Edgar P. Jacobs (con Benoît Mouchart, Seuil-Archimbaud, 2003), ...

## Estilo y valoración
El arte narrativo de François Rivière incuestionablemente alcanza niveles de excelencia con la serie Albany (con dibujo de Floc'h en la editorial Dargaud) en donde, inspirado por Agatha Christie y Alfred Hitchcock, multiplica el estilo mise en abyme, incluso recordando en este aspecto por las sutilezas y los refinamientos al argentino Jorge Luis Borges.
Delicadamente impregnados de un sutil perfume del pasado, mezclando íntimamente las referencias literarias y al cómic, los escenarios de François Rivière sin duda marcan la imaginación del lector, y se imponen por su originalidad, por su carga emocional, y por sus inteligentes discursos.

## Obras

### Novelas
- Fabriques (Seuil “Fiction & Cie” n° 13, 1977)
- Le Dernier Crime de Celia Gordon (Seuil “Fiction & Cie” n° 33, 1979)
- Profanations (Seuil “Fiction & Cie” n° 52, 1982)
- Tabou (Seuil “Fiction & Cie” n° 72, 1985)
- Julius exhumé (Seuil “Fiction & Cie” n° 124, 1990)
- Jeux d’enfance (Du May “Album de Famille”, 1992)
- Kafka (novelización del film de Steven Soderbergh) (Calmann, 1992)
- L'usine à rêves (Robert Lafont, 2009)
- Le Mariage de Kipling (Robert Lafont, 2011)

### Novela de la seriePurley & Odot, agents littéraires
- Le Livre de  Kipling (Masque n° 2222, 1995)
- Le Colloque de Biarritz (Masque n° 2274, 1996)
- Le Testament de Rebecca (Masque n° 2364, 1998)
- Le Jardinier de Babbacombe (Masque “Grand Format”, 2000)

### TrilogíaBlasphème
1. Le Somnambule de Genève (Masque “Grand Format”, 1997)
2. En enfer avec James Whale (Masque “Grand Format”, 1999)
3. La Bibliothèque souterraine (Masque “Grand Format”, 2002).

### Relatos cortos (nouvelles)
- Peter Pan était trop belle (en Frissons de Noël, Masque “Grand Format”, 1998)
- Le Solitaire de Shark’s Beach (con Berthet y Bocquet) (en Journal de Spirou n° 2431, 1984)
- Le Noël de Jeff Bridge (con Berthet y Bocquet) (en Journal de Spirou n° 2436, 1984)
- Un Oscar pour Roy Carson (con Berthet y Bocquet) (en Journal de Spirou n° 2475, 1984)
- Dans les vapeurs du Nil (en Le Magazine de l’optimum n° 43, 2001)
- Le Mystère du chat romain (en Griffes de sang, Masque “Grand Format”, 2003)
- Un ange vous parle (en Noirs complots, dir. Pierre Lagrange, Manitoba - Les Belles lettres "Le cabinet noir", 2003)
- Une drôle de tête (en Noirs scalpels, dir. Martin Winckler, Le Cherche-Midi "NéO" n° 3, 2005)
- La Villa du Crépuscule (en Sable noir, dir. Laurent Chollet, J'ai lu "Policier" n° 7952, 2006)
- L'Énigme Agatha Christie (en Complots capitaux, dir. Olivier Delcroix, Le Cherche-Midi "NéO" n° 11, 2008)

### Historietas
En revistas
- Ciseaux (con Hutchinson) (en Métal hurlant n° 29, 1978)
- Candide de Voltaire y contado por François Rivière (con Monsieur Picotto) (en Les Nouvelles Littéraires, 1980)
- Retour à Wan River (con Armand Hui Bon Hoa (en Pilote n° 98 bis, 1982)
- Anvers quai 117 (novela gráfica con Benoît Peeters y Marie-Françoise Plissart) (en Spirou album + n° 3, suppl. al n° 2318 del 16-09-1982)
- L’Ovni d’Argenteuil (con Moons & Peeters) (en Journal de Spirou del n° 2363 al n° 2370, 1983)
- E.P. Jacobs dans le théâtre du mystère (con Francis Carin) (en Tintin n° 49, 1984)
- Charlie Chaplin le Gosse de Londres (con Carin) (en Super Tintin-stars n° 28, 1985)
- Exhumation : récit de Marc Lemaire (con J. Benoît) (en 813 n° 36, 1991)

Álbumes aislados
- Révélations posthumes (con Andreas) (prepublicación en (À suivre) n° 6/7,11,25,30,35, 1978-1980 / Bédérama, 1981).[4]
- 38ème parallèle (con José-Louis Bocquet y Jean-François Biard) (prepublicación en L'Écho des savanes 1988 / A. Michel, 1988)
- Le Lagon aux sirènes (según J. M. Barrie, con J.-P. Danard y François Pierre) (Alpen Publishers, 1990)
- La Croix de saphir (según G. K. Chesterton, con Yves Urbain) (Lefrancq “BDétectives” n° 11, 1991).

Serie Albany, con Floc'h
- 1- Le Rendez-vous de Sevenoaks (prepublicación en Pilote del n° 35 al n° 40, 1977 / Dargaud, 1977)
- 2- Le Dossier Harding (prepublicación en Pilote del n° 73 al n° 77, 1980 / Dargaud, 1980)
- 3- À la recherche de Sir Malcolm (prepublicación en Pilote del n° 112 al n° 118, 1983-1984 / Dargaud, 1984)
- HS- Une trilogie anglaise (Dargaud, 1992, Selección de los 30 indispensables de Angoulême 1993, Mención especial del jurado de Angoulême 1996).
- 4- Olivia Sturgess : 1914-2004 (Dargaud, 2005)

Serie Agatha Christie
1. Le Crime de l’Orient-Express (con J.-F. Miniac) (Lefrancq “BDétectives”, 1995)
2. L’Adversaire secret : Mister Brown (con Frank Leclercq) (Lefrancq “BDétectives”, 1995)
3. Mort sur le Nil (con J.-F. Miniac) (Lefrancq “BDétectives”, 1996)
4. Dix petits nègres (con F. Leclercq) (Lefrancq “BDétectives”, 1996)
5. La Nuit qui ne finit pas (con F. Leclercq) (Lefrancq “BDétectives”, 1997)
6. Le Secret de Chimneys (con L. Suhner) (EP “Agatha Christie” 1, 2002).

Serie Blitz, con Floc'h
1. Blitz (prepublicación en Le Matin del 04-01-1982 al 04-11-1982 / A. Michel, 1983)
2. Underground / Fausse Alerte (prepublicación en L’Écho des Savanes, 1996 / A. Michel, 1996).
3. Black Out et autres histoires du Blitz (Dargaud, 2009)

Serie Jules Verne, con Serge Micheli 
1. Un drame en Livonie (Masque “Atmosphères”, 1999)
2. Le Voyage sous les eaux (EP “Atmosphères”, 2003).

Serie Les Dossiers secrets de Maître Berger, con Patrick Dumas
1. L’Héritier de Rochemont (prepublicación en Circus del n° 72 al n° 80, 1984 / Glénat, 1984)
2. La Veuve de Confolens : le mystère Cordula (prepublicación en Circus du n° 91 au n° 97, 1985-1986 / Glénat, 1986)
3. Le Pensionnaire de Saint-Vincent (prepublicación en Circus del n° 103 al n° 109, 1986-1987 / Glénat “Circus aventure”, 1987)
4. Le Sorcier de la Falaise (prepublicación en Circus del n° 119 al n° 123, 1988/ Glénat “Circus aventure”, 1989)
5. La Cousine de Mme Berger (Glénat “Circus aventure”, 1990)
6. La Vengeresse (Glénat “Circus aventure”, 1991)
7. Marie-Sanglante (Glénat “Circus aventure”, 1993).

Serie Outsiders, con Jean-François Miniac
1. Le Couronnement du Professeur Clegg (Glénat “Bulle noire”, 1998)
2. Créatures de cauchemar (Glénat “Bulle noire”, 1999)
3. La Revanche de Ronald Blank (Glénat “Bulle noire”, 2000).

Serie Le Privé d'Hollywood, con José-Louis Bocquet y Philippe Berthet
- 1- Le Privé d’Hollywood (prepublicación en Spirou del n° 2372 al n° 2375, 1983 / Dupuis “Berthet” n° 1, 1985, Sonnaille d’Argent en el Festival 1984 de B.D. en Sierre)
- 2- Amerika (prepublicación en Spirou del n° 2505 al n° 2508, 1986 / Dupuis “Berthet” n° 4, 1986)
- 3- Retour de Flamme (prepublicación en Spirou del n° 2695 al n° 2704, 1989-1990 / Dupuis Repérages “Berthet” n° 7, 1990)
- HS- Le Privé d’Hollywood : edición integral (Dupuis Repérages, 1999).

Serie Sydney Bruce, con Francis Carin
1. L’Indien bleu (prepublicación en Circus del n° 101 al n° 107, 1986-1987 / Glénat “Circus aventure”, 1987)
2. La Révélation de Clack Manann (prepublicación en Circus del n° 120 al n° 123, 1988 / Glénat “Circus aventure”, 1989).

Serie Thierry Laudacieux, con Alain Goffin
1. Le Réseau Madou (prepublicación en (À suivre) del n° 41 al n° 44, 1981 / Casterman “Un auteur à suivre”, 1982)
2. La Mine de l’Étoile (prepublicación en (À suivre) del n° 69 al n° 72, 1983-1984 / Casterman “Un auteur à suivre”, 1984).

Serie Victor Sackville, con Gabrielle Borile y Francis Carin
1. Le Code Zimmermann I : L’Opéra de la Mort (prepublicación en Pourquoi pas, 1986 / Lombard, 1986)
2. Le Code Zimmermann II : Le Prédicateur fou (Lombard, 1986)
3. Le Miroir du Sphinx (prepublicación en  Tintin del n° 648 al n° 657, 1988 / Le Lombard, 1988)
4. Le Loup des Ardennes (prepublicación en Hello Bédé del n° 1 al n° 7, 1989 / Le Lombard, 1989)
5. Mort sur la Tamise (prepublicación en Hello Bédé del n° 34 al n° 59, 1990 / Le Lombard, 1991)
6. L’Otage de Barcelone (prepublicación en Hello Bédé del n° 100 al n° 109, 1991 / Le Lombard, 1991, Premio CORI 1993 Maisons-Laffitte)
7. Pavel Strana I : La Nuit de Prague (prepublicación en Hello Bédé del n° 140 al n° 149, 1992 / Le Lombard, 1992)
8. Pavel Strana II : Pacte à Lucerne (prepublicación en Hello Bédé del n° 172 al n° 181, 1993 / Le Lombard, 1993)
9. L’Imposteur (Le Lombard, 1994)
10. La Cigogne noire (Le Lombard, 1995)
11. Piège à Baden-Baden (Le Lombard, 1996, Premio de la prensa Durbuy)
12. Opération Z26-B (Le Lombard, 1997)
13. Monsieur Tadjeff (Le Lombard, 1998)
14. Le Concerto de Bettina (Le Lombard, 1999)
15. Le Magicien de Brooklyn (Le Lombard, 2000)
16. Duel à Sirmione (Le Lombard, 2001)
17. L’Échiquier Anderson (Le Lombard, 2002)
18. L’Homme de Berlin (Le Lombard, 2003)
19. La Nonne de Québec (Le Lombard, 2005)
20. Le Chiffre romain (Le Lombard, 2007)
21. Le Disparu du Train bleu (Le Lombard, 2008)
22. Frontière nord (Le Lombard, 2009)
23. Le derviche d'Hollywood (Le Lombard, 2010)

Serie La madone de Pellini, con Riccardo Federici
1. Lamb house (Delcourt, 2010)
2. L'orphelinat de Rosewood (Delcourt, 2010)

### Álbumes para la juventud
- Le Manuscrit d’Orvileda (con Jean-Michel Nicollet) (Hachette “Éclipse”, 1980)
- Silence, on tue ! (con Benoît Sokal) (Nathan “Nuits noires”, 1990)
- Les Ailes de Peter Pan (con René Follet y Françoise Balibar) (Seuil “La Dérivée”, 1993)
- Meurtre en miniature (con Floc'h) (Dargaud, 1994).

### Novelas para la juventud
- Les Mystères de Ker-Even seguido de Enquête extra-lucide (Nathan “Arc-en-Poche” n° 874, 1990)
- Mystère au cirque Reco (LdP Jeunesse n° 657, 1998).

Serie Jonathan Cap
1. Les Formules de Zoltan (Nathan “Arc-en-Poche” n° 851, 1986)
2. Jonathan Cap superstar (Nathan “Arc-en-Poche” n° 852, 1986)
3. Les Chevaliers de Satan (Nathan “Arc-en-Poche” n° 853, 1986)
4. La Clinique du docteur K (Nathan “Arc-en-Poche” n° 854, 1986)
5. Le Labyrinthe du Jaguar (Nathan “Arc-en-Poche” n° 855, 1986)
6. La Samba du fantôme (Nathan “Arc-en-Poche” n° 856, 1986)
7. La Guitare survoltée (Nathan “Arc-en-Poche” n° 857, 1986)
8. Racket à Roland-Garros (Nathan “Arc-en-Poche” n° 858, 1987)
9. Drôle de jeu de rôles (Nathan “Arc-en-Poche” n° 859, 1987)
10. Adios alligator (Nathan “Arc-en-Poche” n° 860, 1987)
11. Le Gorille de Kivou (Nathan “Arc-en-Poche” n° 862, 1988)
12. Le Fiancé de la pirate (Nathan “Arc-en-Poche” n° 864, 1988)
13. Le Spectre du mandarin (Nathan “Arc-en-Poche” n° 867, 1988)
14. Rififi à la bibli (Nathan “Arc-en-Poche” n° 868, 1988)
15. Panique au vatican (Nathan “Arc-en-Poche” n° 875, 1989).
16. Chapeau, l’espion ! (Nathan “Arc-en-Poche” n° 878, 1989)
17. Bus pour l’enfer (Nathan “Arc-en-Poche” n° 879, 1989)
18. SOS Oslo (Nathan “Arc-en-Poche” n° 880, 1989)

### Traducciones
- Lettres d’Arkham : correspondance choisie, de H. P. Lovecraft (Glénat “Marginalia”, 1975)
- Cartes fantasques, réunies et présentées par William Guellette (Veyrier, 1975)
- Le Saigneur de la jungle (The Adventure of the peerless peer, de Philip José Farmer) con Michael Bbreitnet (Glénat “Marginalia”, 1975)
- La Foire aux atrocités (The Atrocity exhibition, de J.G. Ballard) (Champ libre “Chute libre” n° 14, 1976)
- Le Pourvoyeur de cadavres : contes, de Robert Louis Stevenson (Glénat “Marginalia”, 1976)
- La Colère de Fu-Manchu (The Wrath of Fu-Manchu, de Sax Rohmer) con Michael Breitner (Glénat “Marginalia”, 1976)
- Épitaphe pour un espion (Epitaph for a spy, de Eric Ambler) (Humanoïdes associés “Les Œuvres d’Eric Ambler”, 1978)
- Rêves yankees (recopilación de nouvelles de Henry James) (Veyrier “Domaines”, 1978). Reedición con el título La Madone du futur et autres nouvelles (10/18 n° 3133, 1999)
- Une vente de charité (The Field Bazaar, de Arthur Conan Doyle) en Détectives and C° (Nathan “Arc-en-Poche” n° 159, 1984)
- Le Vampire du village (The Vampire of the Village, de G. K. Chesterton) en Détectives and C° (Nathan “Arc-en-Poche” n° 159, 1984).

### Ensayos
- L’École d’Hergé : logicien du rêve (Glénat “B.Documents” n° 1, 1976)
- Jules Verne, images d’un mythe (Veyrier, 1978)
- Grand-Guignol (con Gabrielle Wittkop) (Veyrier, 1979)
- Papiers de famille (Alain de Gueldre, 1979)
- Agatha Christie, “duchesse de la mort” : biographie, éditions du Seuil, colección. « Fiction & Cie » n° 44, París, 1981, 186 páginas, ISBN 2-02-005793-X. 
  - Reedición con el título « Agatha Christie, duchesse de la mort : biographie » : Ediciones Masque, París, 2001, 285 páginas con 16 páginas de planchas ilustradas, ISBN 2-7024-7931-6.
  - Reedición en formato de bolsillo, sin ilustraciones, con el subtítulo simplificado « Agatha Christie, duchesse de la mort » : ediciones Librairie générale française, colección. « Le Livre de Poche » n°  31092, París, septiembre de 2008, 286 páginas, ISBN 978-2-253-12619-5.
- Souvenir d’Enid Blyton (Ramsay “Affinités électives”, 1982)
- Un personnage de romans (Pierre Horay “Littérature buissonnière”, 1987)
- Les Couleurs du noir : biographie d’un genre (Chêne, 1989)
- J.M. Barrie, l’enfant qui ne voulait pas grandir (Calmann “Biographie”, 1991)
- Le Club de la rue Morgue : l’art de filer les livres à l’anglaise (Hatier “Brèves Littérature”, 1995)
- Les Promenades d’Agatha Christie (con J.-B. Naudin) (Chêne “Les Promenades”, 1995)
- Frédéric Dard, ou la vie privée de San-Antonio (Fl.N “Biographie”, 1999)
- Edgar P. Jacobs o Les entretiens du Bois des Pauvres (Carabe, 2000).
- La Damnation d'Edgar P. Jacobs, en colaboración con Benoît Mouchart, ediciones Seuil-Archimbaud, 2003 y colección Points Seuil Essais, 2006, ISBN 2-020-60530-9 e ISBN 2-020-85505-4
- Agatha Christie - La romance du crime (ediciones La Martinière, 2012)

### Artículos fundamentales en obras colectivas
- Trajectoires et labyrinthes de la peur dans l’œuvre de Jacobs en Jacobs, 30 ans de bandes dessinées (Alain Littaye, 1973)
- Un garçon disparaît o Le roman de Mathieu Sorgues (en Europe : Pierre Véry n° 636, 1982)
- Auguste Le Breton : langue verte et noirs dessins (en N comme nouvelles n° 7, 1987)
- L’un commence, l’autre continue (en Europe : Jules Vernes n° 595-596, 1978)
- Raymond Roussel et la fiction spéculative (en Univers 09, J'ai Lu “Univers” n° 9, 1977)
- Les Mystères d’Ilbarritz (en La Lumière du sud-ouest d’après Roland Barthes, Le Festin, 1991)
- Le Royaume en péril (en La Fidélité : un horizon, un échange, une mémoire, Autrement série Morales n° 1, 1991)
- Des lieux d’écriture (en Campagne anglaise : une symphonie pastorale, Autrement série Monde HS n° 44, 1990)

### Dirección de antologías, colectivos
- La Fiction policière (Europe n° 571/572, 1976)
- Détectives and C° (Nathan “Arc-en-Poche” n° 159, 1984)
- Une poignée de main avec la mort : nouvelles de Helen McCloy (NeO n° 91, 1984)
- Femmes fatales (Masque “Grand Format”, 2003).